# Christian Wulff
Christian Wilhelm Walter Wulff (sinh 19 tháng 6 năm 1959) là một chính trị gia bảo thủ người Đức của đảng Liên minh Dân chủ Cơ đốc. Ông thắng cử tổng thống Đức vào ngày 30 tháng 6 năm 2010, và đã nhận chức vào ngày 2 tháng 7 năm 2010. Ông Là một luật gia, Thủ hiến của bang Hạ Saxony từ 2003 đến 2010.
Ngày 17 tháng 2 năm 2012, Christian Wulff tuyên bố từ chức sau nhiều ngày bị chỉ trích liên quan đến những mối quan hệ với giới kinh tế để hưởng lợi vật chất.

## Giáo dục và tuổi trẻ
Wulff sinh ra ở Osnabrück và theo Giáo hội Công giáo Roma. Bố ông sớm bỏ gia đình ông và ông lớn lên dưới sự chăm sóc của mẹ mình. Khi còn là thiếu niên, ông cũng phải chăm sóc cho người em gái của mình khi mẹ ông bị chứng xơ cứng nhiều nơi (multiple sclerosis). Sau khi tốt nghiệp cấp hai (Abitur) tại trường Gymnasium Ernst Moritz Arndt ở Osnabrück, Wulff học luật trong lĩnh vực kinh tế học tại đại học Osnabrück. Các năm 1987 và 1990, ông đỗ các kì thi thứ nhất và thứ hai của bang về luật, và bắt đầu sự nghiệp là một luật sư.